# Vikersund Idrettsforening
Il Vikersund Idrettsforening è una società calcistica norvegese con sede nella città di Vikersund. Milita nella 5. divisjon, sesto livello del campionato norvegese.

## Storia
Il Vikersund ha partecipato alla Norgesserien 1939-1940, all'epoca massimo livello del campionato norvegese. Quella stagione non è stata portata a termine a causa dello scoppio della seconda guerra mondiale, che ha interrotto il campionato. Alla ripresa delle attività sportive, il Vikersund non è più riuscito a giocare nel massimo livello norvegese, perdendosi nelle categorie inferiori.